# Neosita de Nova Guinea
La neosita de Nova Guinea (Daphoenositta papuensis) és una espècie d'ocell de la família dels neosítids (Neosittidae). Habita la selva i altres formacions boscoses, zones amb acàcies i ciutats de les muntanyes de Nova Guinea.